# Uebelmannia
Uebelmannia és un gènere de cactus. Va ser nomenat en honor del suís Werner J. Uebelmann (1921 - 2014) són natius del Brasil.

## Taxonomia
- Uebelmannia buiningii
- Uebelmannia gummifera
- Uebelmannia pectinifera